# En Kvindes Ære
En Kvindes Ære è un film muto del 1913 diretto da Einar Zangenberg. Prodotto dalla Kinografen, il film aveva come interpreti oltre allo stesso regista, anche Edith Buemann, Frederik Christensen, Ella La Cour e H.C. Nielsen.

## Produzione
Il film fu prodotto dalla Kinografen.

## Distribuzione
In Danimarca, il film fu distribuito il 9 gennaio 1913.